# سد علال الفاسى

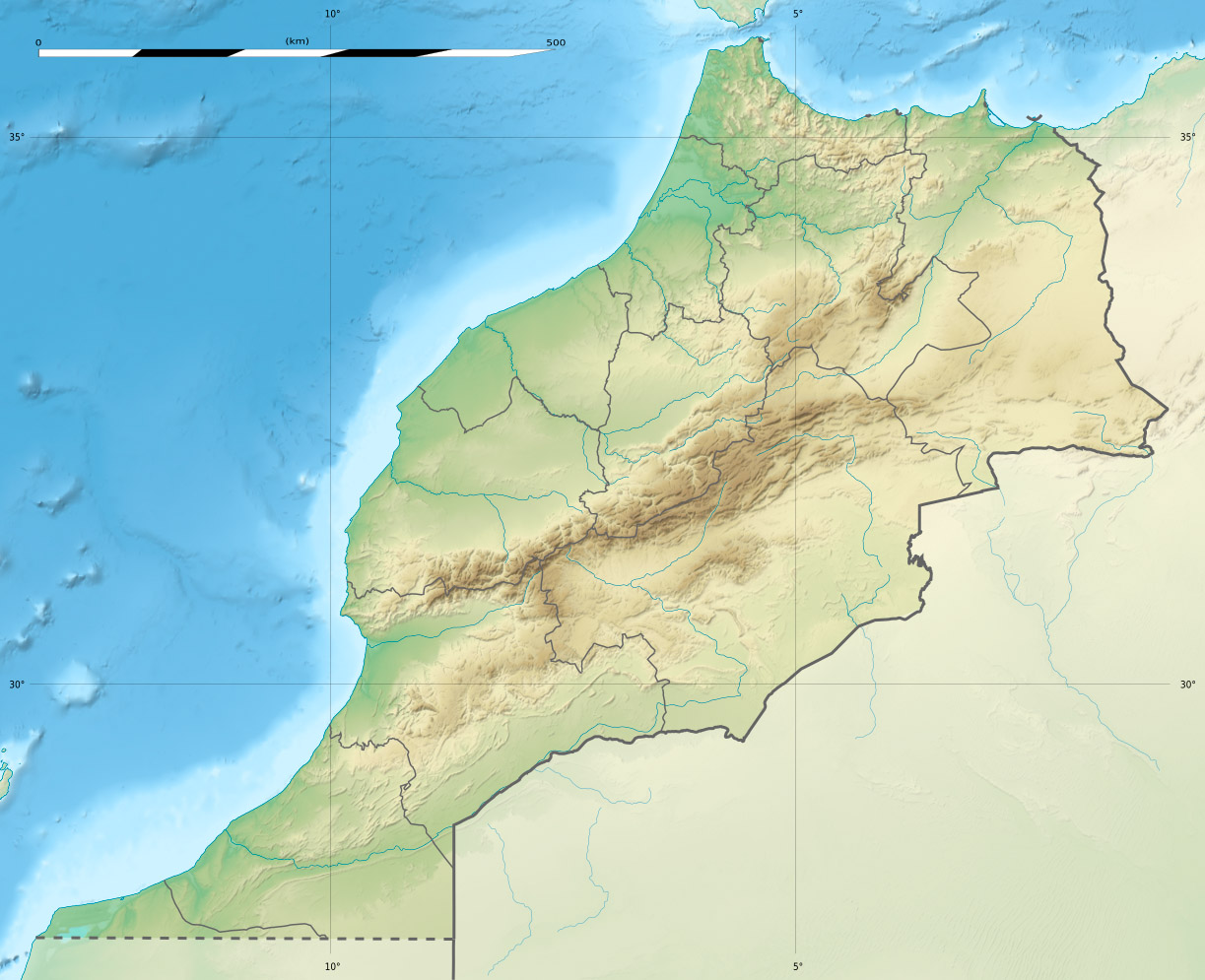
موقع سد علال الفاسي

يقع سد علال الفاسي على بعد 18 كيلومتر ( 11 ميل ) شمال شرق صفرو و على نهر سبو في منطقة فاس بولمان في المغرب .

## الوصف
- تم الإنشاء عام 1991 . وتمت التسمية على اسم الشهير المغربي علال الفاسي.[1]
- يبلغ طولة 61 متر ( 200 قدم ).

## المحطةالكهرومائية
وعلى السد توجد محطة كهرومائية تم إدخالها الخدمة عام 1994 . 

التوربينات : 3*80 ميجاواط (110000 حصان ) . 

السعة الإجمالية : 240 ميجاواط (320000 حصان ). 

وتستطيع المحطة توليد 220 جيجاواط / ساعة في المتوسط سنويا.